# إراس 17423-1755
IRAS 17423-1755 هو سديم كوكبي يسمى أيضا Henize 3-1475 ويقع في كوكبة الرامي على بعد منا يبلغ 18.000 سنة ضوئية ؛ أي أنه يتبع مجرتنا . النجم المركزي الموجود في وسط السديم الكوكبي إراس 1755-17423 يشع أكثر ضياءا من الشمس، أكثر من 12 ألف مرة . في السدم الكوكبية عادة تتطور من تلك المرحلة مرحلة يتكثف خلالها الهيدروجين والغبار الكوني المحيط بالنجم الوسطي مكونة كواكب ، وتصبح مجموعة مثل المجموعة الشمسية . ولكن هذا يستغرق طويلا.

## اقرأ أيضا
- منطقة هيدروجين II
- أبراج التخليق
- ولادة النجوم
- إراس 6259-12063